# Erotica (album)
Erotica je peti studijski album američke pjevačice Madonne objavljen 20. listopada 1992. pod Maverick Recordsom. Na ovom albumu Madonna je surađivala s Shep Pettiboneom i André Bettsom, te je objavljen zajedno s Madonninom prvom knjigom Sex, zbirkom eksplicitnih fotografija pjevačice. Na albumu se osjeti utjecaj housea, new jack swinga i loungea. Album je osmišljen tako da Madonna pjeva kroz svoj alter ego koju je nazvala Dita, te pjeva o seksu i romantici. U nekim pjesmama prevladava ispovjedački ton, a nastale su kao inspiracija na sjećanje na dvoje Madonninih prijatelja koju su preminuli od AIDSa.
Erotica je dobila vrlo pozitivne komentare glazbenih kritičara. Dok su neki hvalili Madonnine ispovjesti u pjesmama vjerujući da je to Madonnino najbolje izdanje, drugi su kritizirali suviše seksualnu tematiku. Erotica je komercijalno bila mnogo manje uspješna od prijašnjih albuma. Dosegnula je drugo mjesto u Sjedinjenim Državama i Ujedinjenom Kraljevstvu, te je zaradila dvostruku platinastu nakladu prema Recording Industry Association of America (RIAA) i British Phonographic Industry (BPI). Album je dospio u top 5 u Kanadi, Njemačkoj, Japanu, Novom Zelandu i osalim državama, dok se na vrh ljestvica popeo u Australiji i Francuskoj.
Danas se na album Erotica i prateću knjigu Sex gleda kao jedno od Madonnih najznačajnijih izdanja zbog seksualnih kontroverzi koje je izazvala. Madonna se onda morala suočiti s izrazito negativnim komentarima kritičara koji su govorili da "je otišla predaleko" te da je njezina karijera završena. Međutim, album je pratila vrlo uspješna Girlie Show World Tour. I turneja je izazvala neke kontroverze, posebno u Puerto Ricu, kada je Madonna trljala nacionalnu zastavu u međunožju, što je izazvalo bijes državne vlade. Burne reakcije je izazivala i uvodna točka koncerta kada plesačica u toplesu izvodi svoju točku.
S albuma je objavljeno šest singlova. Naslovna pjesma, kao prvi singl s albuma, je dospio na treće mjesto Billboard Hot 100, dok je u top 5 ušla u Australiji, Irskoj i ujedinjenom Kraljevstvu, a na vrh ljestvica se popela u Italiji i Europi. "Deeper and Deeper" je postao top 10 singl u Europi i Americi. "Bad Girl" je bila prva Madonnina pjesma koja nakon 20 godina koja nije ušla u top 20. "Fever" je objavljena u Australiji i Europi, dok je "Rain" kao četvrti singl u Americi dospio na 14. mjesto. "Bye Bye Baby" kao zadnji singl je imao skroma uspjeh na ljestvicama, ulaskom u top 10 u Italiji, i top 20 u Australiji i Japanu.

## Pozadina
Madonna je 1992. osnovala vlastitu multimedijsku zabavljačku kompaniju Maverick, koja se objedinila glazbenu tvrtku Maverick Records, filmsku tvrtku Maverick Films, te prateće odjele objavljivanja glazbe, televizijskih prijenosa, knjiga. Sporazum je bio dogovor Madonne i Time Warnera, te joj je plaćeno 60 milijuna $ unaprijed. Ugovorom je dobila i 20% honorara iz glazbenih dijelova tvrke, jedan od najvećih u glazbenoj industriji, čime se izjednačila s Michael Jacksonom koji je u to vrijeme jedini imao taj postotak s Sonyem. Madonna je kompaniju opisla kao spoj Bauhausa, inovativnog njemačkog instituta osnovanog 1919. u Weimaru te Andy Warholove njujorške tvornice umjetnika i suradnika. Tako je izjavila: "Sve je poečlo željom za više kontrole. Postoji grupa tekstopisaca, fotografa, redatelja i urednika koje sam upoznala davno kroz moju karijeru a želim s njima raditi stalno. Želim ih uključiti u moju malu tvornicu ideja. Također, došla sam i u kontakt s mnogo mladih talenata koje smatram poduzetnima." Prva dva projekta su bili njezin peti studijski album Erotica i knjiga s Madonninim fotografijama Sex.
Madonna je započela suradnju s Shep Pettibone om. Pettibone je još 80-ih surađivao s Madonnom, obradivši neke njezine singlove. Kasnije je supotpisao i najvni singl sa soundtracka I'm Breathless, "Vogue" koji se popeo na vrh Billboard Hot 100 1990. Iste godine je radio s Madonnom na njezinoj kompilaciji najvećih hitova The Immaculate Collection, te je sudjelovao u nastanku singla "Rescue Me" i obradi njezinih hitova koristeći audio tehnologiju QSound. Već 1992. su ponovno imali suradnju na pjesmi "This Used to Be My Playground" koja je napisana za film Njihova liga. Osim Pettibonea, Madonna je zatražila pomoć André Bettsa, koji je prethodno radio s Madonnom na singlu "Justify My Love" za The Immaculate Collection. Madonna je rekla kako je zainteresirana raditi s Pettiboneom i Bettsom zbog njihove sposobnosti da ostanu povezani s dance underground scenom: "Oni dolaze s različitih krajeva njihova viđenja glazbe i pristupa glazbi, ali su obojica povezani s ulicom i još su mladi i gladni."

## Nastajanje albuma
Prema riječima Pettibonea u članku "Erotica Diaries", on kaže kako je napravio kasetu za Madonnu te je otišao u Chicago gdje je ona snimala film Njihova liga. Ona je preslušala pjesme i sve su joj se svidjele. Nakon što je završila sa snimanjem, Madonna se surela s Pettiboneom u New Yorku kako bi započeli sa snimanjem novog albuma u studenome 1991. Pettibone je rekao: ""Deeper and Deeper", "Erotica", "Rain" i "Thief of Hearts" su bile prve pjesme na kojima smo radili zajedno. Ja sam napravio glazbu, ona je napisala tekst. Ponekad sam joj davao ideje a ona bi znala reći 'E to je dobro' ili 'To ne valja'. Sjećam se dok sam joj dao ideju za riječi za "Vogue" pa je rekla "E to ću napraviti"." "Deeper and Deeper" nikako nije Madonni ulazio u uho. Pettibone je komentirao: "Pokušavali smo s drugim prijelazima i svakakvim promjenama, ali ništa nije pomagalo. Na kraju je Madonna u sredinu pjesme ubacila flamenco gitaru s velikom dionicom." U ožujku 1992. su imali petnaest pjesama. Kada je Madonna odlazila na snimanje svog sljedećeg filma Njezino tijelo je dokaz, Pettibone je imao vremana raditi s Cathy Dennis i Taylor Dayne.
Madonna i njezin producent su htjeli napraviti obradu za pjesmu "Erotic" koju je htjela uključiti u njezinu knjigu Sex. Mislila je kako ta pjesma ne bi trebal zvučati kao "Erotica" s albuma. Pettibone je rekao: "'Imaš mnoštvo dobrih priča u knjizi. Zašto ih ne bi upotrijebila u pjesmi?' Znao sam da je Madonna razvila izgled domine 1930-ih za Eroticu, ali nisam bio svijestan koliko daleko će ići prije nego što sam vidio tu knjigu. Knjiga je sadržavala priče njezinog mističnog tamnog alter ega, Dite. Madonna je uzela knjigu, izašla van i vratila se tek za pola sata. odjednom se vratila ravno na mikrofon i počela pričati 'My name is Dita, and I'll be your mistress tonight.' Znao sam da "Erotica" više nije mogla biti ista, i nije." Shep Pettibone je rekao kako je obrada Little Willie Johnove pjesme "Fever" zamijenila pjesmu pod nazivom "Goodbye to Innocence". Pettibone kaže kako nisu bili zadovoljni pjesmom i kako su je morali popraviti. Rekao je:" Radio sam cijele noći u mom studiju i došao do sasvim nove glazbe koja je djelovala da će odgovarati. Madonna je stavila slušalice na uši i bila je spremna otpjevati tekst pjesme 'Goodbye to Innocence'. Ali umjesto teskat te pjesme, koja je bila napisana prošle godine, Madonna je započela igru riječi pjevajući 'Fever'. Prvo smo pomislili 'Baš je cool', i bilo je. Zvučalo je tako dobro da smo odlučili otići korak dalje i zapravo snimiti obradu. Bila je prava šteta što nismo znali tekst pjesme. zato je madonna uzela telefon, nazvala Seymour Steina u Sire Records, i za jedan sat smo imali tekst i originalnu verziju pjesme. Bio sam zaista impresioniran brzinom kojom smo sve dobili." Tu smo pjesmu snimili zadnju i to 15. kolovoza 1992. Također je rekao kako su sve pjesme snimane glatko, osim dvije, "Why's It So Hard" i "Words". Album je dovršen 12. rujna 1992.

## Glazbena kompozicija i tekstovi
| "Sve je počelo kao šala. Radili smo obradu "Waiting", i ona je htjela izaći van nešto pojesti. Dok je ona bila vani, počeo sam repati na podlogu. Kada se vratila, pustio sam joj snimku, i njoj se svidjela. Sljedeće čega se sjećam da se pjesma našla na albumu— Producent Andre Betts o svom repanju u pjesmi "Did You Do It?". |

Prema časopisu Allmusic na albumu prevladava pop, dance, house, new jack swing i lounge glazba. "Erotica", naslovna pjesma, prva je pjesma na albumu. U njoj Madonna pjeva više kroz govor, a pjesma je opisana kao "S&M oda". Započinje tako što Madonna govori "My name is Dita", te poziva svog ljubavnika na pasivnost i dječje ponašanje dok ona vodi ljubav s njim i dok ga vodi u istraživanje granica između boli i ugode. Pjesma ima sugestivan tekst poput "Will you let yourself go wild/Let my mouth go where it wants to." Sljedeća pjesma na albumu je obrada Little Willie Johnove pjesme "Fever" iz 1956. Madonnina obrada je opisana kao "bezobrazna house obrada" pop pjesme. Treća pjesma albuma "Bye Bye Baby" započinje izjavom "This is not a love song" i nastavlja pitanjima o ljubavniku kojega se sprema napustiti. Madonna ljutito pita "Does it make you feel good to see me cry?" Prema J. D. Considine iz The Baltimore Sun pjesma ima gusti, varljivi groove. Četvrta pjesma "Deeper and Deeper", ujedno i drugi singl s albuma, je čisti disco. Na mostu je uključena i flamenco gitara. Tekst govori o seksualnoj opsesiji. Sljedeća pjesma je "Where Life Begins" gdje Madonna obećava naučiti "a different kind of kiss". U ovoj pjesmi zapravo govori o zadovoljstvu oralnog seksa a pjesma je opisana kao "najseksualnija pjesma albuma". Slijedi "Bad Girl" koja govori o ženi koja korisit različite kemijske supstance kako bi ublažila svoju bol. U pripjevu kaže "Bad girl, drunk by 6/Kissing someone else's lips" a The Baltimore Sun je to proglasio "jednako trijeznim koliko i tužnim". Sedam pjesma na albumu je "Waiting". Pjesma je opisana kao "balada čežnje" dok Madonna pjeva "Life has taught me that love/With a man like you/Is only gonna make me blue."
Osma skladna na albumu je "Thief of Hearts", i to je mračna pjesma. Koristi hip hop rječnik kako bi privukla pozornost ljubavnika. Pjesma počinje zvukom razbijanja stakla i Madonna kako viče "Bitch!". Ona pita "Which leg do you want me to break?", te se podsmjehuje "Little miss thinks she can have his child/Well anybody can do it." Pjesma je opisana kao nastavak "Justify My Love" (1990.) Sljedeća pjesma "Words" je uspoređena s "Thief of Hearts", gdje su kritičari pronašli mnogo sličnosti, posebno u oštrim tekstovima i pamtljivim melodijama. "Rain" je bio peti singl s albuma. Madonna pjeva o čekanju i nadanju nove ljubavi. Pjesma ima cresendo prema kraju, a prema Johnu Myersu iz Yahoo! Music, to označava bijeg od poplave. Sljedeća je pjesma, "Why's It So Hard" uspoređena s Madonninim singlom iz 1990. "Keep It Together". Madonna propituje "Why's it so hard to love one another?" Dvanaestu pjesmu, "In This Life" je napisala u sjećanje na prijatelje koje je izgubila od AIDSa. Pjeva "Sitting on a park bench/Thinking about a friend of mine/He was only 23/Gone before he had his time/It came without a warning/Didn't want his friends to see him cry/He knew the day was dawning/And I didn't have a chance to say goodbye.../In this life I loved you most of all/What for?/'Cause now you're gone and I have to ask myself/What for?" Pjesma je opisana kao vrlo iskrena. na trinaestoj pjesmi "Did You Do It?" ima dionicu u kojoj repaju Mark Goodman i Dave Murphy. Pjesma je cenzurirana i objavljena je verzija Erotice koja nije bila zabranjena. Posljednja pjesma "Secret Garden" je opisana kao najosobnija pjesma na albumu. Pjesma je prožeta jazz-house ritmom.

## Komentari kritičara
Erotica je primila većinom pozitivne komentare glazbenih kritičara. Stephen Thomas Erlewine iz Allmusic kaže: "Iako album nije napravio jednake rezultate kao prethodni albumi, ambiciozna Erotica sadrži neke od Madonninih najboljih i najispunjenijih glazbi." Arion Berger iz Rolling Stone je albumu dodijelio četiri zvjezdice (od pet) i napomenuo: "Erotica je sve ono za što su osudili Madonnu - pedantna, proračunata, zapovjedna i arteficijalna. Prihvaća sve optužbe i odgovara izvanrednim izdanjem." David Browne iz Entertainment Weekly je bio nešto suzržaniji: "Erotica je možda najtužnija dance glazba ikada." Dok je Berger hvalio "hladan, udaljeni zvuk" albuma, Browne je kritizirao Madonnin glas "bez duše". Kurt Loder je album usporedio sa santom leda. J. D. Considine iz The Baltimore Sun kaže: "ono što najviše iznenađuje u pjesmama [...] je to što se osjeti Madonnina ogromna želja za seksom, a ne zadihanost nakon seksa." Hot Press kaže da "naslovna pjesma i 'Bye Bye Baby' možda i najbolje prikazuju album, s time da Madonna i dalje prodaje svoj djevojački glas, a seksualno još uvijek živi u sjeni Marilyn Monroe." Michael R. Smith iz The Daily Vault je imao pozitivne komentare: "najizvanredniji aspekt Erotica je Madonnina transparentnost i sloboda. Služi kao primjerak uvida u život poznate osobe koja se pokušava pomiriti sa svim aspektima svog života." SoundGuardian je imao samo pozitivne komentare: "Madonna je na svojoj poziciji mogla odlučiti otići u mirovinu i živjeti od tantijema kao bubreg u loju, no odlučila je reći neke stvari koje mnogi nisu željeli čuti. Erotica nije album o pornografiji, to je album o ljubavi, smrti i seksualnosti, glavnim silama bilo kojeg života. Ovaj album je toliko iskren da su se mnogi morali praviti da ne postoji. Seksualnost i ljubav idu ruku pod ruku. Madonna je prva u pop glazbi koja se to usudila reći i od toga napraviti umjetnost.", te još: "Hladni beatovi Erotice su zasigurno odmak od laganih hitova koji su definirali pop glazbu osamdesetih. Ovaj album definitivno nije ono što je MTV publika očekivala, no dobro je pitanje je li taj album uopće bio stvaran za njih. Nakon rekorda u broju top 5 singlova, Madonni više nije bilo potrebno stvarati nove hitove, ovaj put je mogla reći realno stanje stvari."
Sal Cinquemani iz Slant Magazine je album nazvao "Madonninim najvažnijim i najrelevatnijim." Yahoo! Music i John Myers su zaključili da je album "glazbeno jedan od Madonninih najboljih radova. Smještena u vrijeme kada je Madonna bila na vrhuncu umjetnsoti, album nudi inteligentan pristup u taboo za koji smo se uvijek bijali nešto reći. U kombinaciji s jednako dobrom glazbom, ovo je 'must have' za svakog Madonninog fana." Pišući za The New York Times u listopadu 1992., Stephen Holden kaže da se "Erotica razlikuje od Madonninih prijašnjih radova po broju pjesama koje na sebi imaju dogmu. Pjesmu za pjesmom utjelovljuje seksualno samoodređenu ženu koja, iako željna muške pažnje, ne želi biti žrtva muških igra snage. I u svojim dvjema najseksualnijim pjesmama igra ulogu agresora." Stylus Magazine kaže: "svaka dance pjesma širi svoju idiosinkratičku energiju; postoji mnogo više neočekivanih tekstova na Erotici nego bilo kojem drugom Madonninom albumu [...] Erotica je presofisitcirana za mainstream koji je opijen s The Bodyguard i fakultetskim R.E.M.ovim tužbaljkama." 2010. na MTV News blogu je napisano: "Zbog opsesije seksom, glazba na albumu ponekad ostaje zakinuta, ali bez obzira ovo je jedan od Madonninih najjačih albuma karijere."

## Komercijalni uspjeh
U Sjedinjenim Državama Erotica je debitirala na drugom mjestu Billboard 200 11. studenoga 1992. s prodajom od 167,000 kopija u prvom tjednu. Do prvog mjesta ga je zaustavio četvrti studijski album Garth Brooksa The Chase koji je prodao samo 4,000 više kopija od Erotice. Sljedeći tjedna je album pao na četvrto mjesto. Recording Industry Association of America (RIAA) je albumu dodijelila dvostruku platinastu nakladu za 2 milijuna prodanih albuma. U Kanadi je album debitirao na sedmom mjestu ljestvice 7. studenoga 1992. 21. studenoga 1992. je dospio na četvro mjesto što mu je ostalo i najviše. Canadian Recording Industry Association (CRIA) je albumu dodijelila dvostruku platinastu nakladu za prodanih 200,000 kopija albuma. U ujedinjenom Kraljevstvu je album debitirao na drugom mjestu UK Albums Chart 24. listopada 1992. Na drugom se mjestu zadržao tri tjedna, a na sveukupno 38 tjednana na ljestvici. Album je dobio dvostruku platinastu nakladu za 600,000 prodanih kopija albuma prema British Phonographic Industry (BPI).
U Francuskoj je album debitirao na prvom mjestu French Albums Chart 28. listopada 1992. i ostao na vodećoj poziciji dva tjedna. Ali nije dobio nikakvu nakladu od Syndicat National de l'Édition Phonographique (SNEP). I u Australiji je debitirao na vrhu ljestvice i dobio je trostruku platinastu nakladu prema Australian Recording Industry Association (ARIA) za prodanih 210,000 kopija albuma. Album je dosegnu top 5 na Novom Zelandu. U Njemačkoj je album ušao u top 5 na Media Control Charts i zaradio je zlatnu nakladu za prodanih 250,000 kopija albuma. U Švedskoj je album debitirao na šestom mjestu, što mu je bilo i najviše, a na ljestvici sa zadržao svega sedam tjedana. U Švicarskoj je album debitirao na petom mjestu 25. listopada 1992. Erotica spada među Madonnine najslabije prodavane albume s prodanih više od pet milijna kopija.

## Singlovi
S albuma je objavljeno šest singlova. "Erotica" je objavljena kao najavni singl albuma u listopadu 1992. Dospjela je na 3. mjesto Billboard Hot 100. Prateći glazbeni vidoe je režirao fotograf Fabien Baron a inspiracija je došla od Andy Warhoola. Nakon što je pjesma objavljena, libanonska pjevačica Fairuz je tvrdila kako je Madonna bez dopuštenja koristila njezin glas u pjesmi te da je dio teksta ("he crucified me today") koji pjeva na arapskom uzet iz jedne religijske pjesme koja se pjeva u istočnjačkim običajima. U videu Madonna glumi maskiranu dominu sa zlatnim zubom i bičem. Snimke seksualnih scena su uključene u video sa snimanja njezine knjige Sex. Video je napravljen kako bi šokirao publiku. MTV je prebacio emitiranje spota iza ponoći. "Deeper and Deeper" je objavljen kao drugi singl u studenome 1992. u Ujedinjenom Kraljevstvu i u prosincu 1992. u Sjedinjenim Državama. Pjesma je primila pozitivne komentare kritičara, a i bila je komercijalna uspješnica, došavši na sedmo mjesto Billboard Hot 100 i proveo sveukupno 17 tjednana na ljestvici. "Bad Girl" je objavljena kao treći singl u veljači 1993. Pjesma je bila skromnog uspjeha na ljestvicama, s 35. mjestom u Sjedinjeim Državama.  Glazbeni video za pjesmu je osmišljen kao kratki film u kojemu Madonna glumi Louise Oriele, moćnu ženu s Manhattana koja je alkoholičarka i ima veze za jednu noć s gomilom muškaraca. Christopher Walken glumi njenog anđela čuvara, koji joj na kraju donosi poljubac smrti.
"Fever" je četvrti singl s albuma objavljen u ožujku 1993. u Europi i Australiji. U Ujedinjeom Kraljevstvu je dospio na šesto mjesto, dok je u Sjedinjenim Državama to bio Madonnin petnaesti broj 1 singl na Billboard Hot Dance Music/Club Play. Peti singl, "Rain", je objavljen u srpnju 1993. Pjesma je primila izvanredne komentare krtičara koji su naglašavali kako je to jedna od Madonninih najboljih pjesama, a kasnije je uspoređivana s budućim singlom "I'll Remember" koji je objavljen sljedeće godine. "Rain" je dospio na četrnaesto mjesto US Hot 100 i na broj sedam US Adult Contemporary charts. u ujedinjenom Kraljevstvu pjesma je zabilježila uspjeh, došavši na sedmo mjesto ljestvice i prodana je u 130,771 kopija. U glazbenom videu Madonna ima kratku crnu kosu i snima spot u studiju. Te scene su prožete onima gdje ljubi muškarca iza stakla na kojemu pada voda. Kritičari su hvalili video, a i 1993. ja nagrađen za tehničku izvedbu na MTV Video Music Awards. "Bye Bye Baby" je objavljen kao zadnji singl s albuma u studenome 1993. Pjesma je primila pozitivne komentare kritičara, te je dospjela u top 10 u Italiji i top 20 u Australiji i Japanu.

## Promocija
Promociju albuma Erotica, madonna je započela izvođenjem pjesama"Fever" i "Bad Girl" u siječnju 1993. kad je gostovala u Saturday Night Live. U tisućitom nastavku The Arsenio Hall Show Madonna ponovno izvodi "Fever" uz pratnju benda i pjeva originalnu verziju pjesme obučena u klasičnu haljinu. Za vrijeme pjesme na jednoj dionici počinje pjevati prije pravog vremena, zatim se ispričala i nastavila kao da se nije ništa dogodilo. Nakon toga je otpjevala "The Lady Is a Tramp" zajedno s Anthony Kiedisom iz Red Hot Chili Peppers. U rujnu 1993. Madonna je otvorila 1993 MTV Video Music Awards s "Bye Bye Baby" s dva pomoćna vokala. Bile su obučene u odijela sa šeširima, a plesale su s plesačicama u korzetima.
Na svojoj Girlie Show World Tour 1993. je izvela "Erotica", "Fever", "Rain", "Deeper and Deeper", "Why's It So Hard", "In This Life" i "Bye Bye Baby". To je bila njezina četvrta koncertna turneja u svrhu promocije ovog albuma. Turneja je po prvi puta posjezila Izrael i Tursku, a zatim latinsku Ameriku i Australiju. Turneja je zahtijevala 1500 kostima za cijelu postavu i 24-satno pripremanje pozornice. Koncerte je otvarala obučena u dominu s bičem okružena s golišavim plesačima i plesačicama. Posebni trenutci koncerta su bili dok je pjevala "Like a Virgin" u spomen na glumicu Marlene Dietrich kada je riječ 'virgin' pjevala kao '(w)irgin', te Madonnino spuštanje sa stropa na disco kugli je dok je nosila afričku vlasulju i pjevala "Express Yourself". Burnu reakciju je izazvala u Puerto Ricu kada je nacionalnom zastavom trljala međunožje. Zatim su joj u Brazilu zaprijetili uhićenjem ako to ponovi tamo. Nevolje u Izraelu su se pojavili kada su ortodoksni Židovi prosvjedovali kako bi uzrokovali otkazivanje tog prvog pjevačicinog koncerta u toj državi. Prosvjedi nisu uspjeli, a koncert je rasprodan i održan. The Girlie Show je bio komercijalna uspješnica s ukupnim prihodima od 70 milijuna $. Snimljen je koncert iz Sydneya i objavljen kao video The Girlie Show – Live Down Under. U Sjedinjenim Državama je ovo izdanje zaradilo zlatnu nakladu prema Recording Industry Association of America za prodanih 50.000 kopija.

## Nasljedstvo
Objavljivanjem albuma, prateće knjige Sex i filma u kojem je glumila Njezino tijelo je dokaz, u kojem je Madonna skroz razodjevena i glumi u scenama gdje simulira seks, kritičari su kometirali: "otišla je predaleko" te da je njezina karijera završena. Unatoč tomu, neki kritičari album smatraju album njezinim najboljim uratkom. Erotica je prema Slant Magazine proglašena 24. najboljim albumom 1990-ih. J. Randy Taraborrelli je koemtirao: "U vrijeme objavljivanja Erotice u listopadu 1992., većina društva je preispitivala svoju seksualnost. Gay prava su bila na čelu društvenih rasprava globalno, kao što je bila sve veća svijet o opasnosti AIDSa. Generacija je djelovala vrlo zainteresirana za istraživanja drugačijeg načina života bez krivnje, srama i isprika, tj. za istraživanje nečega više provokativnog i mračnog." Recenzija koja je objavljena na petnaestu godišnjicu od izdavanja albuma u Sal Cinquemani komentira utjecaj albuma:
"Do 1992. Madonna je bila nedodirljiva ikona, literalni i figurativno - a Erotica je bila prvi puta da je glazba imala izrazito ratoboran, čak i prijeteći ton kojega ljudi nisu htjeli čuti. Nepobitna nezavodljivost Erotice više govori o sex=smrt mentalitetu ranih 90-ih nego bilo koji drugi glazbeni dokument tog vremena. To nije bila Madonna u kreativnoj fazi. To je Madonna u njezinoj najvažnijoj i najrelevantnijoj fazi. Madonnin je glas možda nazalan i slab, ali nitko se drugi u mainstreamu u to vrijeme nije usudio pričati o seksu, ljubavi i smrti pogotovo tako otvoreno i bez straha."
Nakon objavljivanja albuma, pojavio se fenomen "zaziranja od Madonne". Vatikan je zabranio Madonni ulazak u državu a njezina glazba je bila zabranjena na njihovim radio postajama. Naslovna pjesma je zabranjena u Libanonu. I prateći video za pjesmu je pretrpio izbjegavanje medija zbog ekplicitnih seksualnih scena. Oko izbjegavanja emitiranja spota na MTVu, netko iz Warner Bros.-a je komentirao: "Ponavlja se "Justify My Love". U Singapuru je odgođeno izdanje albuma jer je vlada cenzurirala pjesmu "Did You Do It" jer je bila previše ekplicitna. Što se tiče kontroverzi, madonna se prisjetila i rekla: "Bilo je to vrijeme kad anisam mogla otvoriti novine ili časopis i ne pročitati nešto nevjerojatno oštro o mani." Međutim, nadodala je: "Uopće se za to ne mislim ispričavati. Tada je moja glava bila u tome. Bilo mi je zanimljivo provocirati ljude i pri tome biti buntovna, nestašna i pokušavala razbijati pravila."

## Popis skladbi
| 1.    | »Erotica«           | Madonna, Shep Pettibone, Anthony Shimkin | Madonna, Shep Pettibone | 5:17 |
| 2.    | »Fever«             | Eddie Cooley, John Davenport             | Madonna, Shep Pettibone | 5:00 |
| 3.    | »Bye Bye Baby«      | Madonna, Shep Pettibone, Anthony Shimkin | Madonna, Shep Pettibone | 3:56 |
| 4.    | »Deeper and Deeper« | Madonna, Shep Pettibone, Anthony Shimkin | Madonna, Shep Pettibone | 5:33 |
| 5.    | »Where Life Begins« | Madonna, André Betts                     | Madonna, André Betts    | 5:57 |
| 6.    | »Bad Girl«          | Madonna, Shep Pettibone, Anthony Shimkin | Madonna, Shep Pettibone |      |
| 7.    | »Waiting«           | Madonna, André Betts                     | Madonna, André Betts    | 5:46 |
| 8.    | »Thief of Hearts«   | Madonna, Shep Pettibone, Anthony Shimkin | Madonna, Shep Pettibone | 4:51 |
| 9.    | »Words«             | Madonna, Shep Pettibone, Anthony Shimkin | Madonna, Shep Pettibone | 5:55 |
| 10.   | »Rain«              | Madonna, Shep Pettibone                  | Madonna, Shep Pettibone | 5:24 |
| 11.   | »Why's It So Hard«  | Madonna, Shep Pettibone, Anthony Shimkin | Madonna, Shep Pettibone | 5:23 |
| 12.   | »In This Life«      | Madonna, Shep Pettibone                  | Madonna, Shep Pettibone | 6:23 |
| 13.   | »Did You Do It?«    | Madonna, Shep Pettibone, André Betts     | Madonna, André Betts    | 4:54 |
| 14.   | »Secret Garden«     | Madonna, André Betts                     | Madonna, André Betts    | 5:32 |
| 75:24 |                     |                                          |                         |      |

## Uspjeh na ljestvicama i certifikacije
| Država                 | Pozicija |
| ---------------------- | -------- |
| Australija             | 1        |
| Austrija               | 10       |
| Francuska              | 1        |
| Italija                | 2        |
| Japan                  | 5        |
| Kanada                 | 4        |
| Mađarska               | 15       |
| Nizozemska             | 8        |
| Norveška               | 11       |
| Novi Zeland            | 5        |
| Njemačka               | 5        |
| Španjolska             | 5        |
| Švedska                | 6        |
| Švicarska              | 5        |
| Ujedinjeno Kraljevstvo | 2        |
| US Billboard 200       | 2        |

| Država                 | Certifikacija |
| ---------------------- | ------------- |
| Argentina              | Platinasta    |
| Australija             | 3× Platinasta |
| Austrija               | Zlatna        |
| Brazil                 | Zlatna        |
| Kanada                 | 2× Platinasta |
| Nizozemska             | Zlatna        |
| Njemačka               | Zlatna        |
| Španjolska             | Platinasta    |
| Švicarska              | Zlatna        |
| Ujedinjeno Kraljevstvo | 2× Platinasta |
| Sjedinjene Države      | 2× Platinasta |

### Singlovi
| 1992                                              | "Erotica"           | 3  | 1 | 4  | 15 | 13 | 23 | 13 | 1 | 8  | 3  | - US: Zlatna |
| 1992                                              | "Deeper and Deeper" | 7  | 1 | 4  | 15 | 2  | 17 | 26 | 1 | 23 | 6  | —            |
| 1993                                              | "Bad Girl"          | 36 | — | 32 | —  | 20 | 44 | 47 | 3 | 25 | 10 | —            |
| 1993                                              | "Fever"             | —  | 1 | 51 | —  | —  | 31 | —  | — | —  | 6  | —            |
| 1993                                              | "Rain"              | 14 | — | 5  | 24 | 2  | —  | 26 | 9 | 11 | 7  | —            |
| 1993                                              | "Bye Bye Baby"      | —  | — | 15 | —  | —  | —  | —  | 7 | 28 | —  | —            |
| "—" nije izdana ili se nije pojavila na ljestvici |                     |    |   |    |    |    |    |    |   |    |    |              |